# Léon Augustin Lhermitte

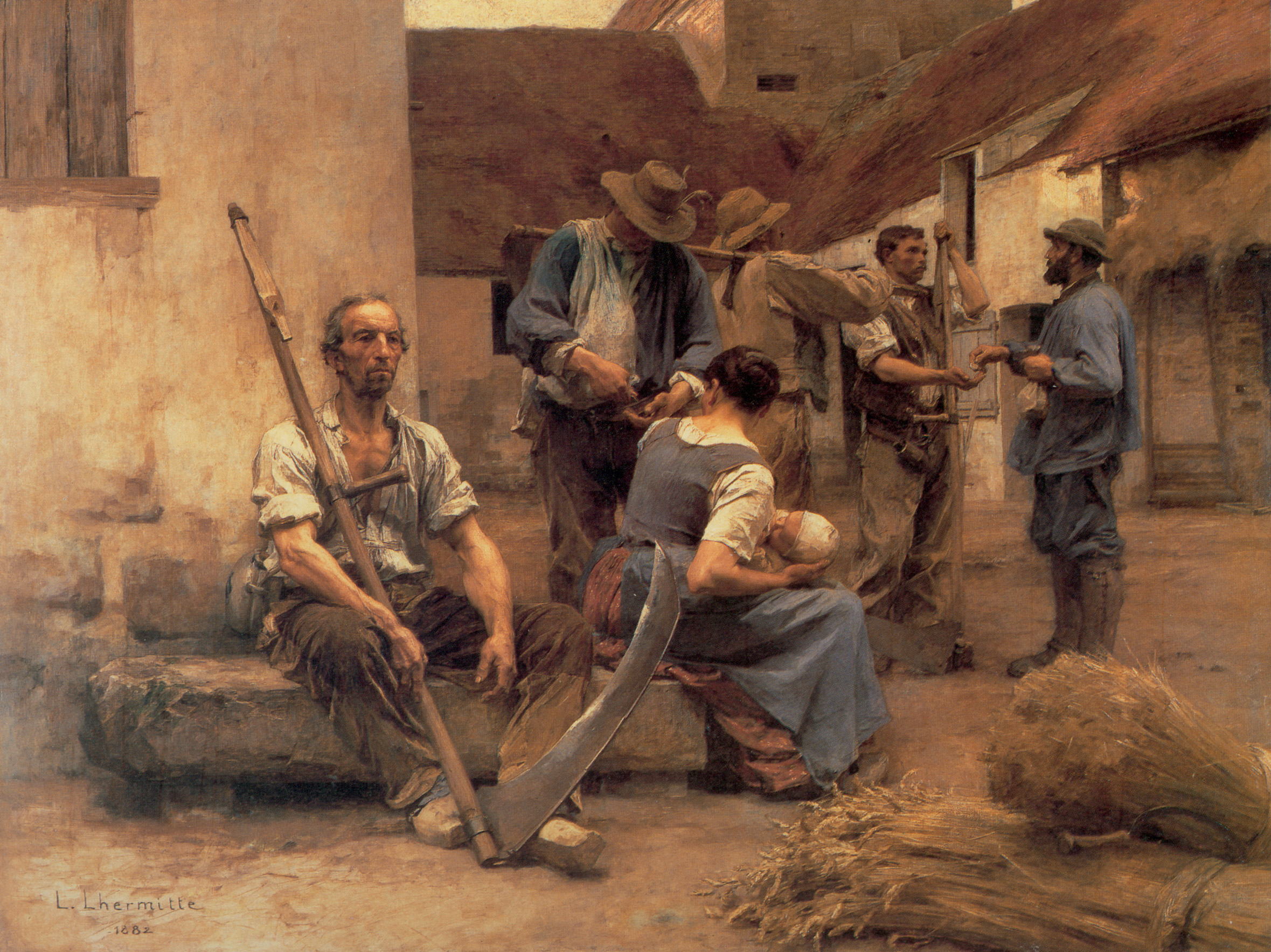
Die Bezahlung der Erntearbeiter, 1882

Léon Augustin Lhermitte (* 31. Juli 1844 in Mont-Saint-Père; † 28. Juli 1925 in Paris) war ein französischer Künstler. Berühmt wurde er für seine realistischen Darstellungen des bäuerlichen Lebens. Diesem Sujet blieb er sein Leben lang treu. Lhermitte wurde stark von Jean-François Millet beeinflusst, der sein größtes Vorbild war. Zu den größten Bewunderern Lhermittes zählte Vincent van Gogh, der über ihn urteilte: „Er ist der wahrliche Meister in der Darstellung von Figuren, kann mit ihnen machen was er will – für das Ensemble sind weder die Farbe noch der lokale Ton herausragend, sondern die Leistung des Lichts, wie es Rembrandt tat. Da ist etwas erstaunlich meisterhaftes in Allem was er macht – vor allem im Modellieren, wo ihn tiefste Ehrlichkeit zum Erfolg führt.“
Die Académie royale des Sciences, des Lettres et des Beaux-Arts de Belgique (Classe des Beaux-Arts) nahm ihn 1912 als assoziiertes Mitglied auf.